# Odonskären
Odonskären är öar i Finland. De ligger i Skärgårdshavet och i kommunen Kimitoön i landskapet Egentliga Finland, i den sydvästra delen av landet. Öarna ligger omkring 68 kilometer söder om Åbo och omkring 160 kilometer väster om Helsingfors.
Arean för den av öarna koordinaterna pekar på är 3,6 hektar och dess största längd är 310 meter i nord-sydlig riktning. Det finns inga samhällen i närheten.